# こちら葛飾区亀有公園前派出所 (ゲーム)
こちら葛飾区亀有公園前派出所（こちらかつしかくかめありこうえんまえはしゅつじょ）では、秋本治の漫画『こちら葛飾区亀有公園前派出所』を原作としたゲーム作品について述べる。
解説する作品は以下のとおり。なおゲームのキャラクターデザインおよびキャスト・キャラクター設定はいずれもテレビアニメ版に準じている。
- こちら葛飾区亀有公園前派出所 ハイテクビル侵攻阻止作戦!の巻
- こちら葛飾区亀有公園前派出所 中川ランド大レース!の巻
- こちら葛飾区亀有公園前派出所 勝てば天国!負ければ地獄! 両津流 一攫千金大作戦!

## こちら葛飾区亀有公園前派出所 ハイテクビル侵攻阻止作戦!の巻
バンダイ（後のバンダイナムコゲームス→バンダイナムコエンターテインメント）より発売されたPlayStation用ゲーム。プレイヤーは両津ではなく中川財閥が建築したハイテク超高層ビル「中川アイランドタワー」の警備責任者（オリジナルキャラクター）となり、リアルタイムで侵入してくる両津勘吉、ボルボ西郷、電極+、麻里愛の4名（いずれもCPUが操作）を、トラップを設置することで妨害して撃退する。いわゆる「タワーディフェンス」と呼ばれるゲームジャンル。1人でも最上階に侵入されるとゲームオーバー、4人とも撃退するとグッドエンドとなる。4人はそれぞれ得手、不得手のトラップがあり、様々なトラップを駆使して戦うことになるが、それぞれ異なるトラップ設置時間が必要であり、また、どのキャラクターもどのようなルートを通ってくるか分からない（特に両津は通路以外の場所を抜けたりすることがある）ため、ある程度想定して先回りしてトラップを仕掛けておく必要がある。また、トラップを連続で成功させるなどして怒りの限界を超えると、「ハイパー化」する。ハイパー化中は移動速度が大幅に上がる上、各キャラクターごとに特殊能力を発揮する。時折ランダムでイベントが起き、大抵はプレイヤーに不利になるバッドイベントである。
ミサイルや爆弾を食らっても死なないキャラクターがギャグ性を持っており、両津を痛めつけるゲーム性が評価されたことから、局地的な人気を得た作品で、ギャグ漫画のゲーム化作品としての評価は比較的高い。
ボルボの声を担当したのは岸祐二ではなく原川浩明（開発当時はアニメ版未登場のため）。また、秋本・カトリーヌ・麗子の名前が「秋山麗子」となっている。2年後の1999年にパソコンのタイプゲームとして再販された。
両津勘吉
全キャラクター中最も体力が高く、フロア進行速度も最速。ただし、真っ直ぐに階段へ向かうことが少なく、気まぐれにフロアをうろつき回ることが多い。人魂、ミサイルに対する回避確率が若干低く、ボム、プレスマシン、檻、ゴキブリは回避されやすい。稀に通路以外の場所を抜けてくる。ハイパー化中は、一切トラップにかからなくなる。
ボルボ西郷
ミリタリーオタクなだけあって移動ルートも無駄が少なく、十字路で一時停止する傾向がある。動揺していない状態では攻撃系トラップをよく回避する。ただしスピーカートラップに非常に弱く、動揺させやすい。ハイパー化中は、進行ルート上のトラップを全て破壊していく。
電極+
常に階段への最短ルートを通る傾向がある。フロア進行速度・体力は最低。ただしトラップ回避能力が抜群に高い。精神系では電磁波、攻撃系ではプレスマシンが若干効き易い。ハイパー化中は、新規にトラップを仕掛けることができなくなる。
麻里愛
体力が両津の次に高く、フロア進行速度も両津に継ぐ速さ。移動ルートはボルボと比較すると明確な傾向がなく、予想しにくい。攻撃系トラップではボムが比較的効き易い。電磁波、スピーカートラップが非常に効きにくい。ハイパー化中は、監視カメラを切り替えることができなくなる。

## こちら葛飾区亀有公園前派出所 中川ランド大レース!の巻
バンダイ（後のバンダイナムコゲームス→バンダイナムコエンターテインメント）より発売されたセガサターン用ゲーム。3Dで表現された、巨大アミューズメント・パーク「中川ランド」を舞台としたボードゲームタイプ。
プレイヤーキャラクターはそれぞれ能力が異なる両津、中川、麗子、本田、ボルボ、マリアの6人（プレイヤーが選択しなかったキャラクターはCPUが担当）のうち1人を選択し、ルーレットを回してゴールへとキャラクターを導く。ルーレットの数字もキャラクターによって異なる。また、同じコマにキャラクターが重なった場合はバトルとなり、キャラクターの絵柄が描かれたルーレットが出る。負けたキャラクターは1つ後ろのコマへ戻される。そのコマにもキャラクターがいる場合は、無条件でさらに後ろのコマに戻される。
お金やポイントの増減が発生するコマのほか、ランドには様々な仕掛けが用意されており、ルーレットを回して列車を待つ（中川は免除）、お金とポイントが大きく変動する天国と地獄行きのルーレット、橋が閉じている間のみ渡れる勝鬨橋、特定のコマを踏むと吊り橋が落ちる・床が落ちるなどの仕掛けがある。
両津は特殊能力のコマンドはなく、他のキャラクターに邪魔をされる度に怒りゲージが1ずつ溜まっていき、10になるとランダムで他のキャラクターの邪魔をする能力が発動する。中川と麗子は常にお金が$999999になっていて、お金が必要なシーンで困ることがない。本田は初めは徒歩で動きが遅く、他のキャラクターとコマが同一になった際も弱いが、バイクに乗るとバイクの性能に応じて移動が速くなり、コマが同一になった際も強くなる。ボルボも一切武器を持っていない場合はコマが同一になった際に弱いが、武器を持つと非常に強くなる。マリアはチャイナドレスに着替えると様々な拳法を使かうことが可能になり、移動速度向上（ルーレットが2つ出る）、他のキャラクターへの攻撃などができるようになる。基本的にそれぞれの特殊能力はSHOPのコマに止まった際にお金を使って購入する。
各キャラクターは途中のステージでポイントを稼いでいき、最終ステージで今まで溜まったポイントを使って最終ステージ専用のルーレットと交換する。高いルーレットほど大きな数字が用意されているルーレットを使うことができる。
なお、マルチタップには対応していないので、多人数で遊ぶ際は1つのコントローラーを回して遊ぶ。
コミックス第107巻に収録されている「大混戦『こち亀』ゲームの巻」では両津たちが本作をプレイする様が描かれている。

## こちら葛飾区亀有公園前派出所 勝てば天国!負ければ地獄! 両津流 一攫千金大作戦!
バンダイナムコゲームス（後のバンダイナムコエンターテインメント）より発売されたニンテンドーDS用ゲーム。こち亀のゲーム版としては約13年ぶりの最新作になる。
内容は両津が祖父の主催するゲーム大会で一攫千金を目指し、40種類のミニゲームをクリアしていくゲーム。
ミニゲームの結果によっては億万長者になったり、借金を背負ったりする。
ミニゲームの内容は原作・アニメ版のシーンを基にしている。
アニメ版未登場の御堂春や将棋刑事が登場。春の声を担当するのは白石涼子。
テレビCM・PVでのナレーションは高木渉が担当。